# Cidade outorgada
Uma cidade outorgada ou cidade estatutária também referida por seu nome originário em inglês charter city (literalmente: cidade de carta) é um conceito em que uma entidade sediada em um país desenvolvido, estabelece uma cidade dentro de um país em desenvolvimento, que outorga o território para tal. A entidade responsável administra a região, com o poder de criar suas próprias leis, judiciário e política de imigração fora do controle do país anfitrião.
Propostas pelo economista Paul Romer, em uma palestra no TED talk em 2009, as cidade outorgadas seriam um benefício para os cidadãos, dando-lhes uma opção adicional sobre o sistema de políticas econômicas sob o qual desejam viver. Em sua visão, as charter cities adotariam políticas mais pró-negócios do que o país anfitrião, incluindo impostos mais baixos, menos regulamentações e proteção dos direitos de propriedade, o que incentivaria o investimento internacional. Romer cita Hong Kong como exemplo, que ele argumenta ter encorajado o crescimento econômico.

## Exemplos
O governo Hondurenho considerou a criação de Próspera, embora sem a supervisão de um governo terceirizado. Romer atuou como presidente de um "comitê de transparência", mas renunciou em setembro de 2012, quando a agência governamental hondurenha responsável pelo projeto assinou acordos com desenvolvedores internacionais sem o conhecimento do comitê. Em outubro de 2012, a Suprema Corte hondurenha declarou as cidades outorgadas inconstitucionais porque as leis de Honduras não seriam aplicáveis ali.
Em Madagascar, após uma reunião de Romer com o presidente Marc Ravalomanana, considerou a ideia de criar duas cidades outorgadas. No entanto, o plano foi descartado quando a liderança política que apoiava a ideia foi retirada do poder.
Ledger Atlas, uma empresa de criptomoedas investida por Tim Draper, propôs uma Zona Econômica Especial baseada em criptomoedas em Papua Nova Guiné. Um memorando de entendimento estabeleceu o Ledger Atlas como a entidade governante, capaz de controlar a migração, promulgar leis e emitir passaportes. A proposta, no entanto, não foi adiante.
Nayib Bukele, presidente de El Salvador anunciou planos para uma cidade outorgada baseada em Bitcoin.
Vários projetos de cidades outorgadas estão em desenvolvimento na África Subsaariana. O empresário de tecnologia nigeriano Iyinoluwa Aboyeji está construindo Itana como um centro para trabalhadores de tecnologia africanos fora de Lagos. Outras cidade outorgada africanas incluem Nkwashi, Zâmbia, programada para sediar um campus da Escola Africana de Economia, e Silicon Zanzibar, um novo centro tecnológico localizado na ilha da Tanzânia. O Conselho de Desenvolvimento de Ruanda também anunciou planos para estabelecer um fundo de investimento catalisador para projetos de cidades outorgadas em toda a África.